# Tourisme rural
 (juin 2010).
Si vous disposez d'ouvrages ou d'articles de référence ou si vous connaissez des sites web de qualité traitant du thème abordé ici, merci de compléter l'article en donnant les références utiles à sa vérifiabilité et en les liant à la section « Notes et références ».

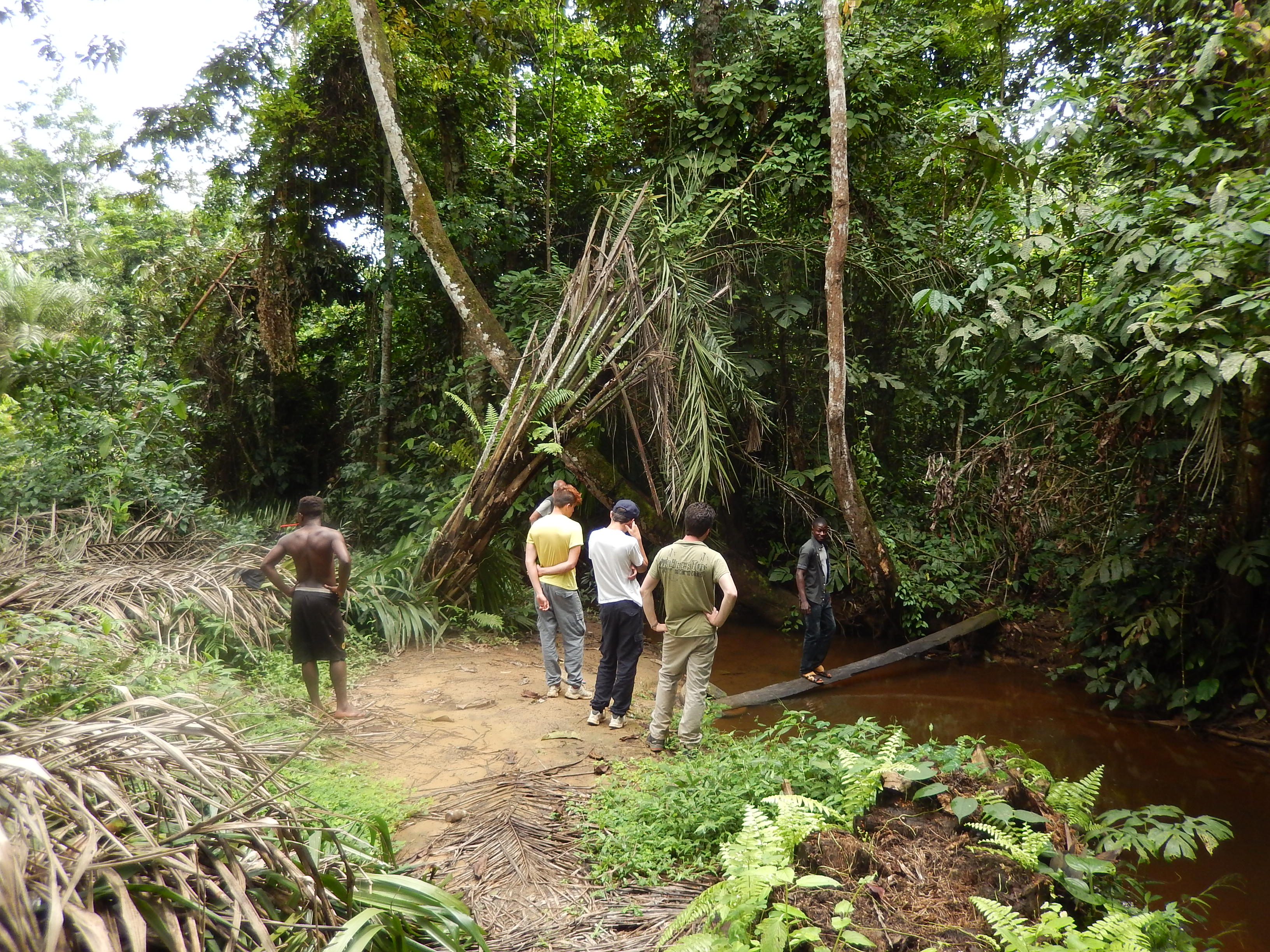
Découverte d'une zone rurale au Cameroun

Le tourisme rural est une forme de tourisme durable pratiquée en milieu rural. Il concerne l'ensemble des habitants de ces terroirs et notamment les agriculteurs (agritourisme ou agrotourisme) ou les viticulteurs (œnotourisme).
Ce type de tourisme englobe des prestations d'hébergement (gîtes ruraux, chambres d'hôtes, ...), de restauration (table d'hôtes, dégustation de vins, de produits du terroir, ...) et des activités touristiques (tourisme de randonnée, activités de pleine nature, cours de cuisine, visites et animations du patrimoine rural, etc.).
Il est considéré par certains comme une forme de tourisme alternatif, puisqu'il ne repose pas sur des aménagements importants permettant l'accueil de fortes densités.

## Europe
En 2015, 35 organismes professionnels originaires de 27 pays européens sont regroupés au sein d'une structure et un label continental, Eurogîtes, la Fédération européenne du tourisme rural (European Federation of Farm and Village Tourism), créée en 1990. 

### France

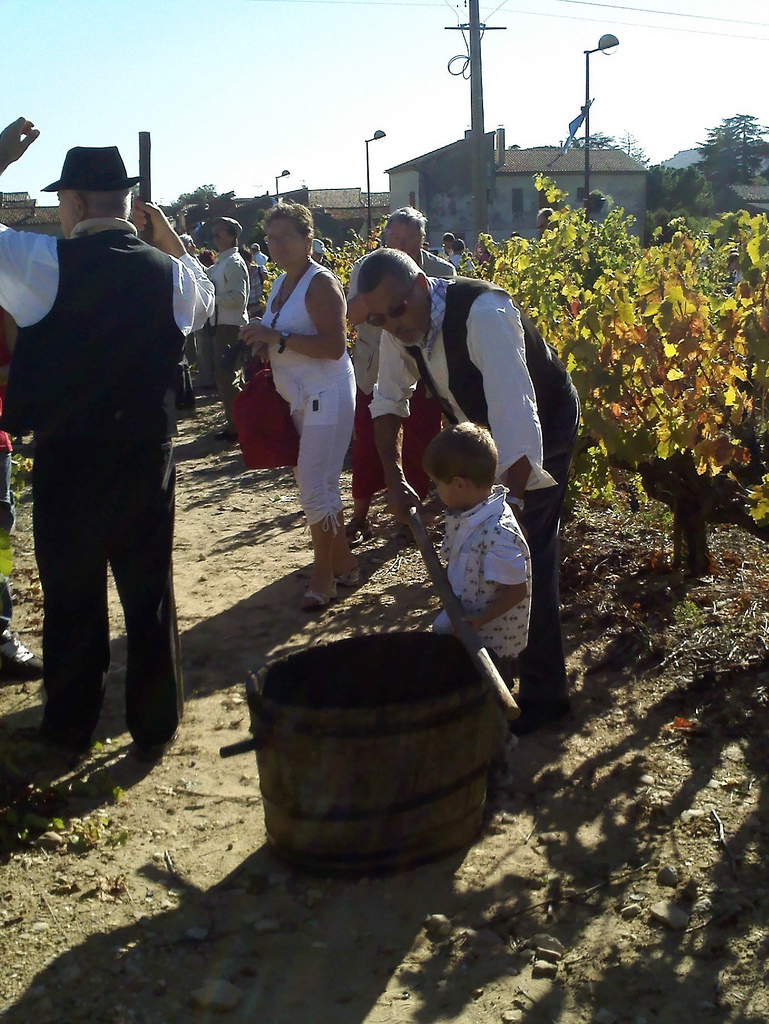
Touristes vendangeant dans le vignoble de Chusclan

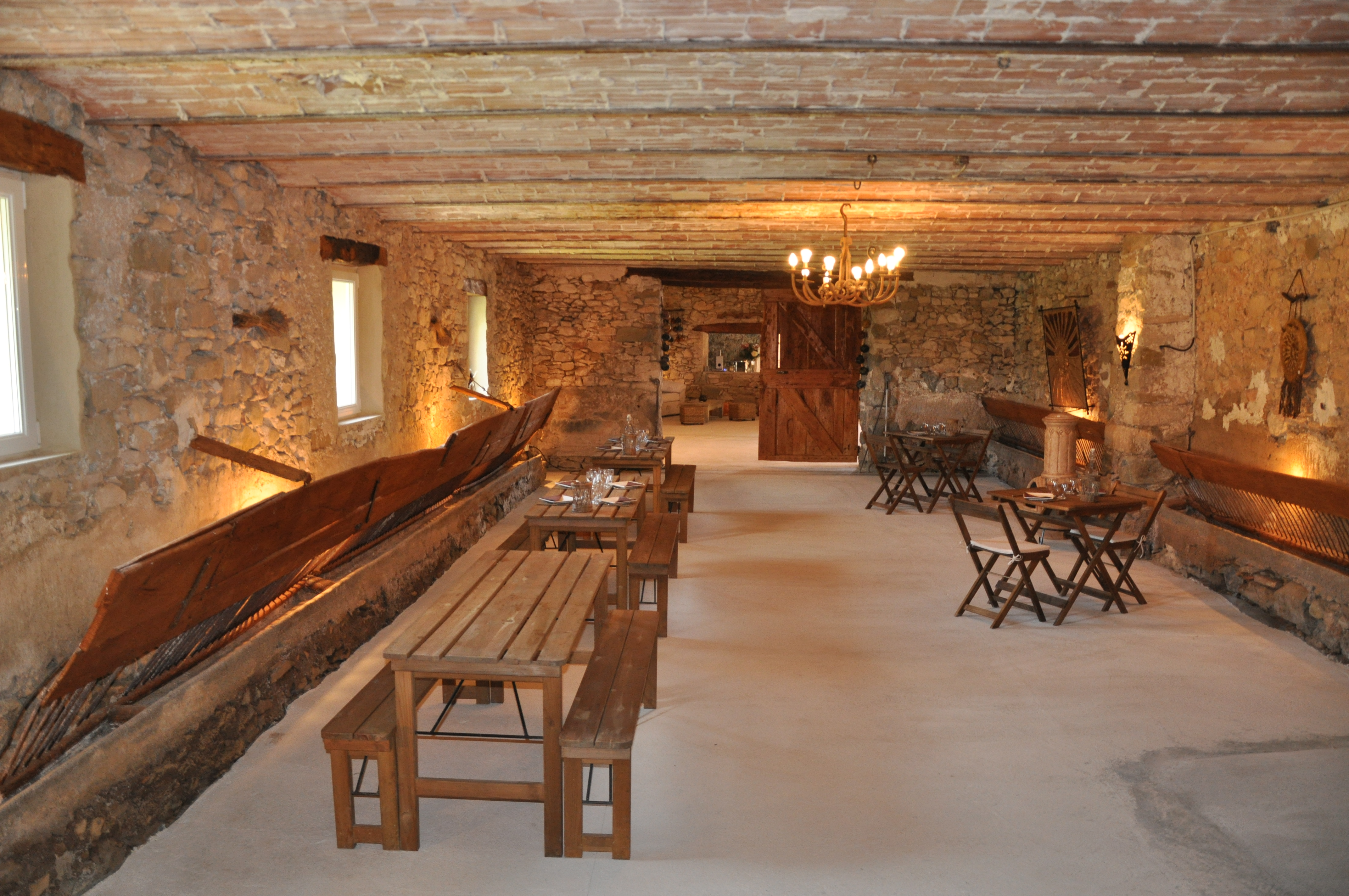
Ancienne écurie transformée en salle à manger dans les Alpes-de-Haute-Provence

En France, le tourisme rural est une pratique en développement constant qui concernerait environ 30 % des séjours, mais moins de 20 % de la consommation. Le tourisme rural semble avoir pris une importance primordiale en ce qui concerne les courts séjours.
Toute personne habitant en milieu rural peut proposer un ou plusieurs hébergements à la campagne pouvant être référencés officiellement par la préfecture sous certaines conditions ; elle pourra employer n'importe quelle appellation non protégée et son activité fera alors partie du classement administratif meublé de tourisme. D'autres préfèreront les marques non officielles gérées par des associations privées, comme Gîtes de France, Clévacances, etc. Les seuls agriculteurs professionnels pourront prétendre à l'appellation  Bienvenue à la ferme ou Accueil paysan. Toutes ces marques, appellations et sigles, dont l'obtention dépend du suivi d'un cahier des charges, permettent un référencement par les syndicats d'initiative des communes.
En parallèle, des personnes pratiquent l'hébergement ou la location sans volonté d'afficher le moindre sigle (officiel ou non).
De nombreux néo-ruraux d'origine urbaine (souvent des retraités, revenus au pays natal ou définitivement attachés à celui de leurs vacances), voire des étrangers créent leur structure d'hébergement à la campagne (meublés de tourisme, chambres d'hôtes). La part des agriculteurs professionnels dans l'activité touristique rurale est devenue minoritaire.  
Pour répondre à la demande apparemment croissante d'un tourisme rural actif, l'offre d'hébergement s'enrichit assez fréquemment de séjours à thème qui proposent aux hôtes de découvrir la nature (balade à cheval, randonnée, cueillette de baies et recherche de champignons), découverte du terroir (cours de cuisine, dégustation de foie-gras), de vin ou activité artistique (aquarelle, atelier d'écriture). 

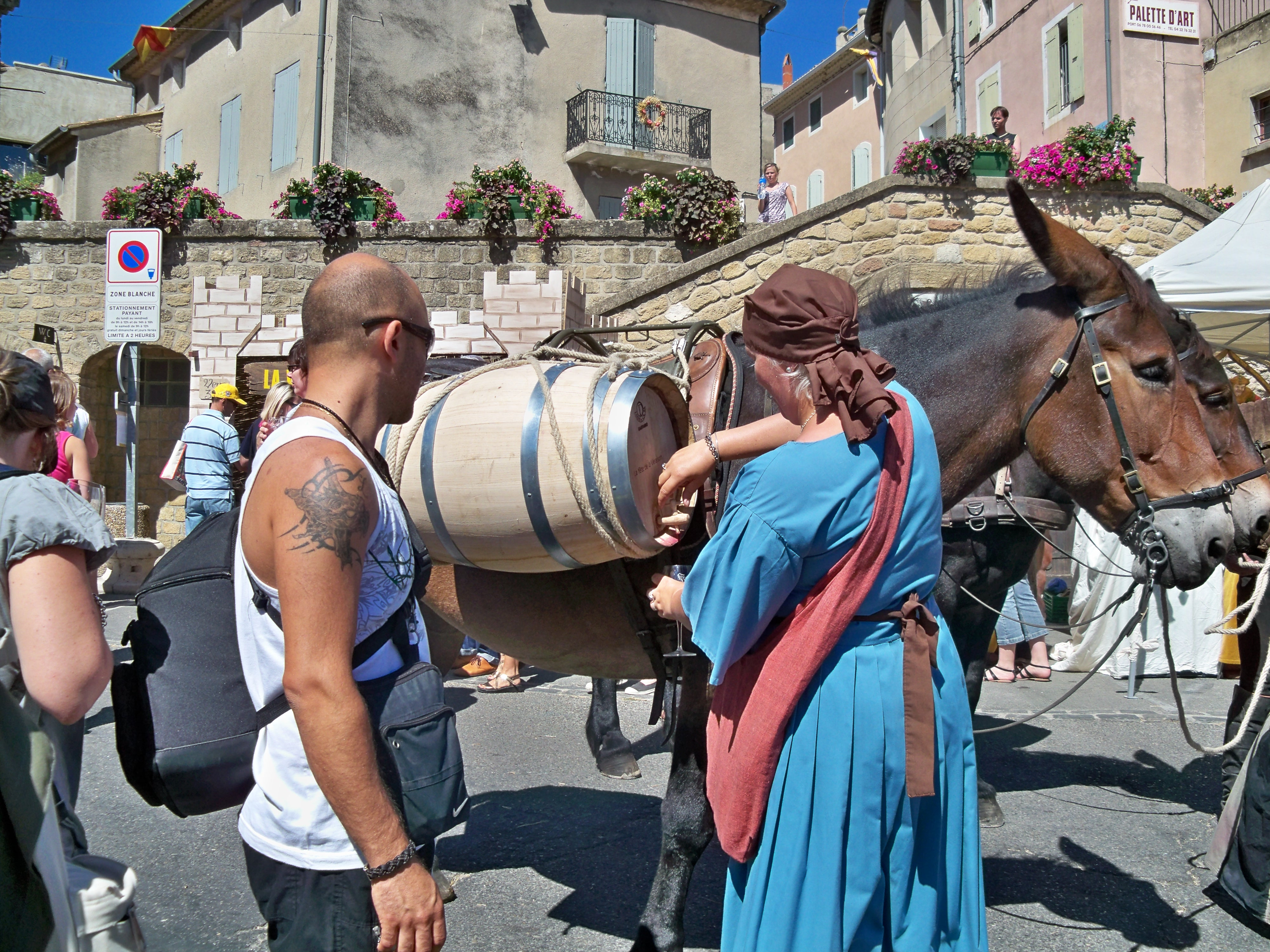
Dégustation à la fête de la Véraison à Châteauneuf-du-Pape

Les États européens incitent leurs agriculteurs à développer cette activité d'hébergement, afin de compenser la baisse des revenus provenant de leur activité traditionnelle (culture et élevage). Ainsi la FNSEA, principal syndicat agricole français, prévoit qu'en 2012 environ 25 % des revenus des agriculteurs seront directement liés au tourisme rural [réf. nécessaire].